# Lejos de los árboles
Lejos de los Árboles es una película documental dirigida por el artista español Jacinto Esteva Grew. Fue rodada en 1963 pero no se estrenó hasta 1972.
Es un documental contado como un viaje en donde se intenta exponer la pobreza intensa de áreas de España ajenas al turismo, Lejos de los Árboles está considerado por algunos un sucesor de Las hurdes, tierra sin pan de Luis Buñuel.  Como declaración política, la película es una protesta  a la imagen de una España nueva y moderna promovida por Franco.